# Neoterius fairmairei
Neoterius fairmairei är en skalbaggsart som först beskrevs av Pierre Lesne 1895.  Neoterius fairmairei ingår i släktet Neoterius och familjen kapuschongbaggar. Inga underarter finns listade i Catalogue of Life.

## Bildgalleri

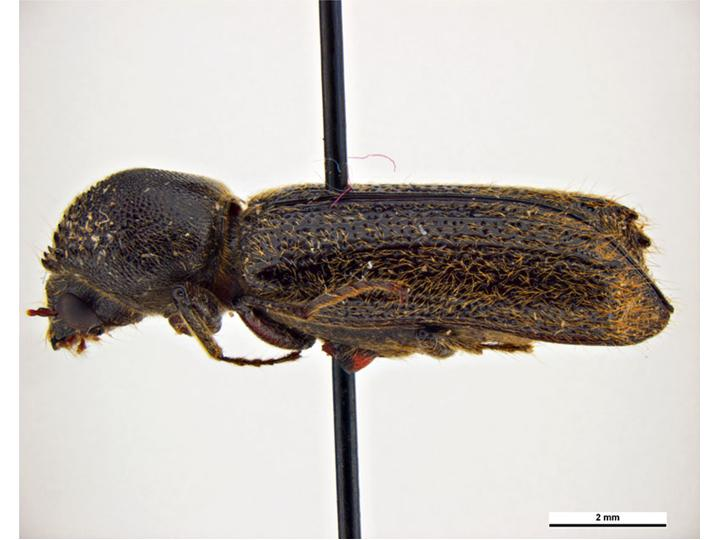
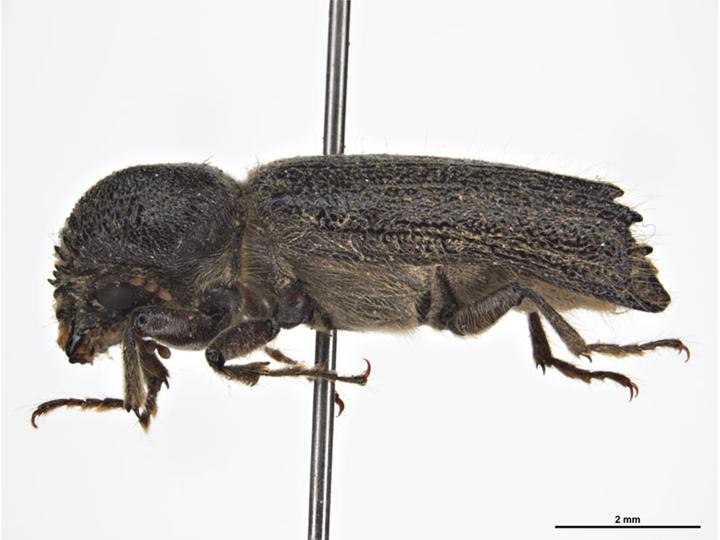